# Royal Football Comblain Banneux Sprimont
Maillots
Dernière mise à jour : 9 août 2021.
Le Royal Sprimont Banneux est un club de football belge basé à Sprimont. Le club évolue en 2018-2019 en Division 3 Amateur. Le cercle est porteur du matricule 260. Ses couleurs sont bleu et jaune.
Le club tient son nom d'une fusion en 2018 entre le R. Sprimont Comblain Sport (matricule 260) et le R.F.C. Banneux (matricule 1060) qui en 2017-2018 évoluait en P1 Liégeoise . 
Il comporte deux équipes premières, l'une en « Division 3 ACFF », l'autre en Deuxième provinciale liégeoise, ainsi qu'une grande école des jeunes. 
Les infrastructures du club s'étendent sur trois sites: le Tultay, Banneux et Poulseur. L'équipe A joue dans le stade du Tultay et l'équipe B à Banneux.
Lors de la saison 2021-2022, le matricule 260 dispute sa 25e saison en séries nationale.

## Historique
- 1921 : 6 juillet 1921, fondation de SPRIMONT SPORT [3].
- 1922 : 22 décembre 1922, affiliation de SPRIMONT SPORT à l'Union Royale Belge des Sociétés de Football Association (URBSFA).
- 1926 : décembre 1926, SPRIMONT SPORT reçoit le numéro matricule 260[3].
- 1927 : 15 septembre 1927, fondation de ESPÉRANCE FOOTBALL CLUB ONEUX[3].
- 1928 : 3 août 1928, affiliation à l'URBSFA de ESPÉRANCE FOOTBALL CLUB ONEUX qui reçoit le numéro matricule 1248[3].
- 1938 : 26 juillet 1938, fondation de POULSEUR FOOTBALL CLUB  - avec la collaboration d'un club local affilié auprès de la fédération socialiste, rivale de l'URBSFA. Il s'agit de la reconstitution de l'ÉTOILE FOOTBALL CLUB POULSEUR (1230) affilié à l'URBSFA le 20 juin 1928 et démissionné le 26 septembre 1936 -  POULSEUR FOOTBALL CLUB reçoit le numéro matricule 2659[3].
- 1953 : 28 septembre 1953 SPRIMONT SPORT (260) est reconnu « Société Royale » et devient ROYAL SPRIMONT SPORTS (260) le 29 octobre 1953[3].
- 1956 : 27 août 1956, ESPÉRANCE FOOTBALL CLUB ONEUX (1248) est reconnu « Société Royale » et devient ROYAL ESPÉRANCE FOOTBALL CLUB ONEUX (1248) le 8 septembre 1956[3].
- 1988 : 28 juin 1988, POULSEUR FOOTBALL CLUB (2659) est reconnu « Société Royale » et devient le ROYAL POULSEUR FOOTBALL CLUB le 1er juillet 1989[3].
- 1989 : 1er juillet 1989, fusion de ROYAL ESPERANCE FOOTBALL CLUB ONEUX (1248) et ROYAL POULSEUR FOOTBALL CLUB (2659) pour former ROYAL COMBLAIN SPORT (1248)[3].
- 2002 : 1er juillet 2002, fusion de ROYAL SPRIMONT SPORTS (260) et ROYAL COMBLAIN SPORT (1248) pour former ROYAL SPRIMONT COMBLAIN SPORT (260)[3].

- 2018 : 1er juillet 2018, fusion de ROYAL SPRIMONT COMBLAIN SPORT (260) avec ROYAL FOOTBALL CLUB BANNEUX (1060), pour former ROYAL FOOTBALL COMBLAIN BANNEUX SPRIMONT (260) le 01/07/2002[3].

## Anciens logos

Anciens logos du matricule 260

## Résultats dans les divisions nationales
Statistiques mises à jour le 9 août 2021 - (au terme de la saison 2020-2021')'

### Bilan
| Niv | Divisions     | Jouées | Titres | TM Up | TM Down |
| --- | ------------- | ------ | ------ | ----- | ------- |
| I   | 1re nationale | 0      | 0      |       |         |
| II  | 2e nationale  | 0      | 0      |       |         |
| III | 3e nationale  | 13     | 0      | 3     |         |
| IV  | 4e nationale  | 8      | 1      | 4     |         |
| V   | 5e nationale  | 3      | 0      |       |         |
|     |               |        |        |       |         |
|     | TOTAUX        | 24     | 1      | 7     | 0       |

- TM Up : test-match pour départager des égalités, ou toutes formes de Barrages ou de Tour final pour une montée éventuelle.
- TM Down : test-match pour départager des égalités, ou toutes formes de Barrages ou de Tour final pour le maintien.

### Classements
| Ordre | Saison  | Nom du club        | Niveau                          | Classement final | Remarques                                        |
| ----- | ------- | ------------------ | ------------------------------- | ---------------- | ------------------------------------------------ |
| 1     | 1997-98 | R. Sprimont Sports | Promotion série D               | 2e/16            | Promu via tour final                             |
| 2     | 1998-99 | R. Sprimont Sports | Division 3 série B              | 9e/16            |                                                  |
| 3     | 1999-00 | R. Sprimont Sports | Division 3 série B              | 7e/16            |                                                  |
| 4     | 2000-01 | R. Sprimont Sports | Division 3 série B              | 16e/16           | Relégué                                          |
| 5     | 2001-02 | R. Sprimont Sports | Promotion série D               | 3e/16            | Promu via tour final                             |
| 6     | 2002-03 | R. Sprimont CS     | Division 3 série B              | 12e/16           |                                                  |
| 7     | 2003-04 | R. Sprimont CS     | Division 3 série B              | 12e/16           |                                                  |
| 8     | 2004-05 | R. Sprimont CS     | Division 3 série B              | 4e/16            | Tour final                                       |
| 9     | 2005-06 | R. Sprimont CS     | Division 3 série B              | 8e/16            |                                                  |
| 10    | 2006-07 | R. Sprimont CS     | Division 3 série B              | 3e/16            | Tour final                                       |
| 11    | 2007-08 | R. Sprimont CS     | Division 3 série B              | 15e/16           | Relégué                                          |
| 12    | 2008-09 | R. Sprimont CS     | Promotion série D               | 2e/16            | Tour final                                       |
| 13    | 2009-10 | R. Sprimont CS     | Promotion série D               | 9e/16            |                                                  |
| 14    | 2010-11 | R. Sprimont CS     | Promotion série D               | 3e/16            | Tour final                                       |
| 15    | 2011-12 | R. Sprimont CS     | Promotion série D               | 8e/16            |                                                  |
| 16    | 2012-13 | R. Sprimont CS     | Promotion série D               | 1er/16           | Champion et promu                                |
| 17    | 2013-14 | R. Sprimont CS     | Division 3 série B              | 9e/18            |                                                  |
| 18    | 2014-15 | R. Sprimont CS     | Division 3 série B              | 2e/18            | [ saisons 7 ]                                    |
| 19    | 2015-16 | R. Sprimont CS     | Division 3 série B              | 6e/19            | Tour final                                       |
| 20    | 2016-17 | R. Sprimont CS     | Division 1 Amateur              | 16e/16           | Relégué                                          |
| 21    | 2017-18 | R. Sprimont CS     | Division 2 Amateur ACFF         | 14e/16           | Relégué                                          |
| 22    | 2018-19 | FCB Sprimont       | Division 3 Amateur ACFF série B | 9e/16            |                                                  |
| 23    | 2019-20 | FCB Sprimont       | Division 3 Amateur ACFF série B | 10e/16           | Saison arrêtée le 12 mars 2020, résultats figés. |
| 24    | 2020-21 | FCB Sprimont       | Division 3 ACFF série B         | N/A              | saison annulée!.                                 |
| 25    | 2021-22 | FCB Sprimont       | Division 3 ACFF série B         | 6/16             |                                                  |

## Joueurs connus
- Philippe Léonard
- Christophe Grégoire
- Dorge Kouemaha
- Éric Matoukou